# Sturebadet
Sturebadet är ett inomhusbad och en friskvårdsanläggning, invigt 1885 och beläget inom Sturegallerian vid Sturegatan 4 i centrala Stockholm. Badet blev svårt brandskadat 1985 men återuppbyggdes. Idag består anläggningen av två delar: själva simhallen med biutrymmen med entré från Sturegallerian och byggnaden med ingång från Sturegatan 4. Båda delar är blåmärkta av Stadsmuseet i Stockholm, vilket innebär att de representerar ”synnerligen höga kulturhistoriska värden”. Sturebadet är idag det äldsta bevarade badhuset i Stockholm och sedan 1986 skyddat som byggnadsminne.

## Beskrivning

### Bakgrund
Initiativtagare för bygget var den kände badläkaren professor Carl Curman som länge drömt om att ge Stockholmarna en bättre hälsa. 1867 hade han grundat Stockholms Badhusaktiebolag och åren därpå öppnat Stora badhuset vid Malmtorgsgatan. Badet blev en succé och efter 15 år sökte bolaget öppna en filial på Östermalm.

### Huset

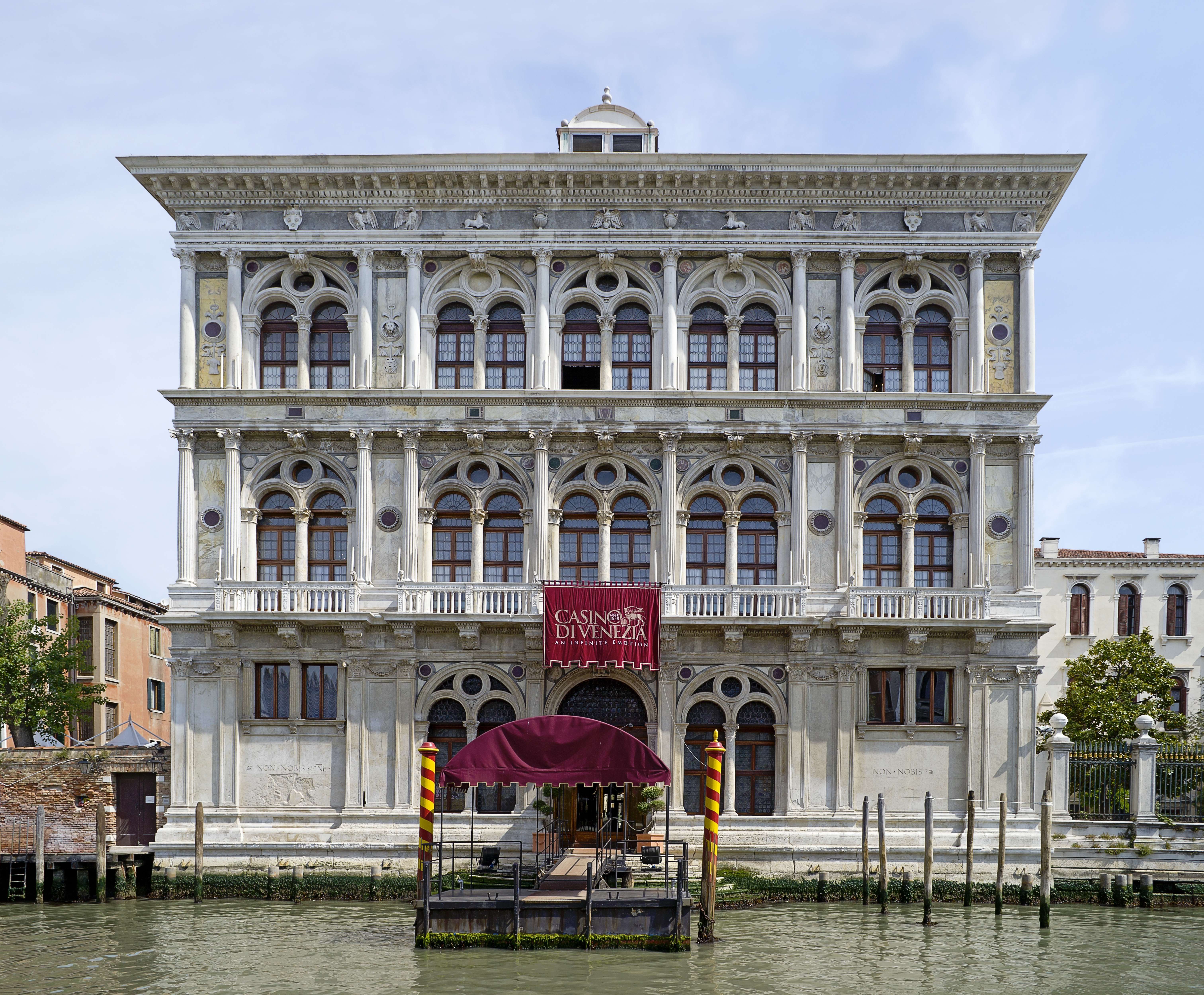
Inspiration till Sturebadets fasad: Palazzo Vendramin-Calergi.

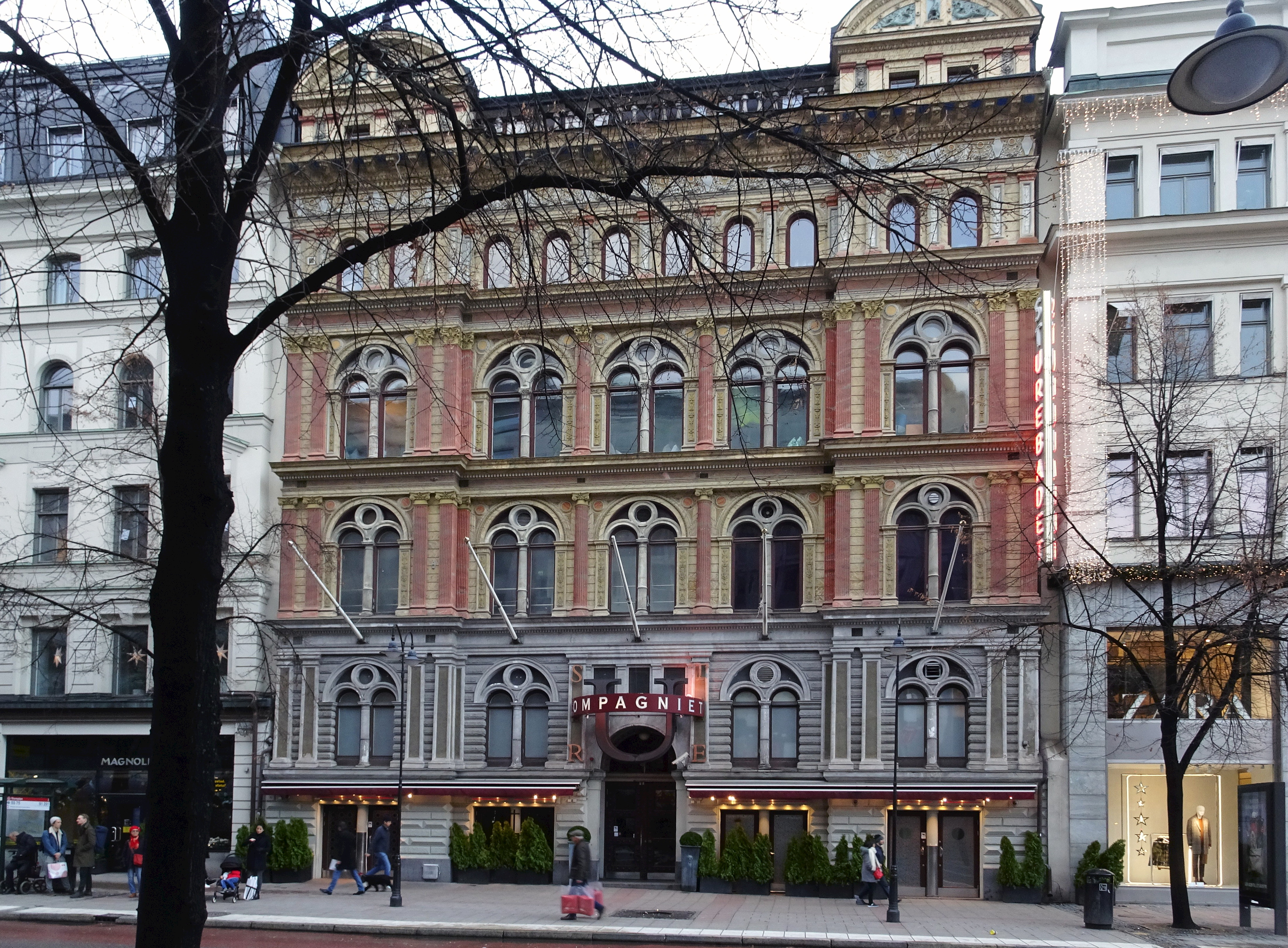
Sturebadets fasad, 2019.

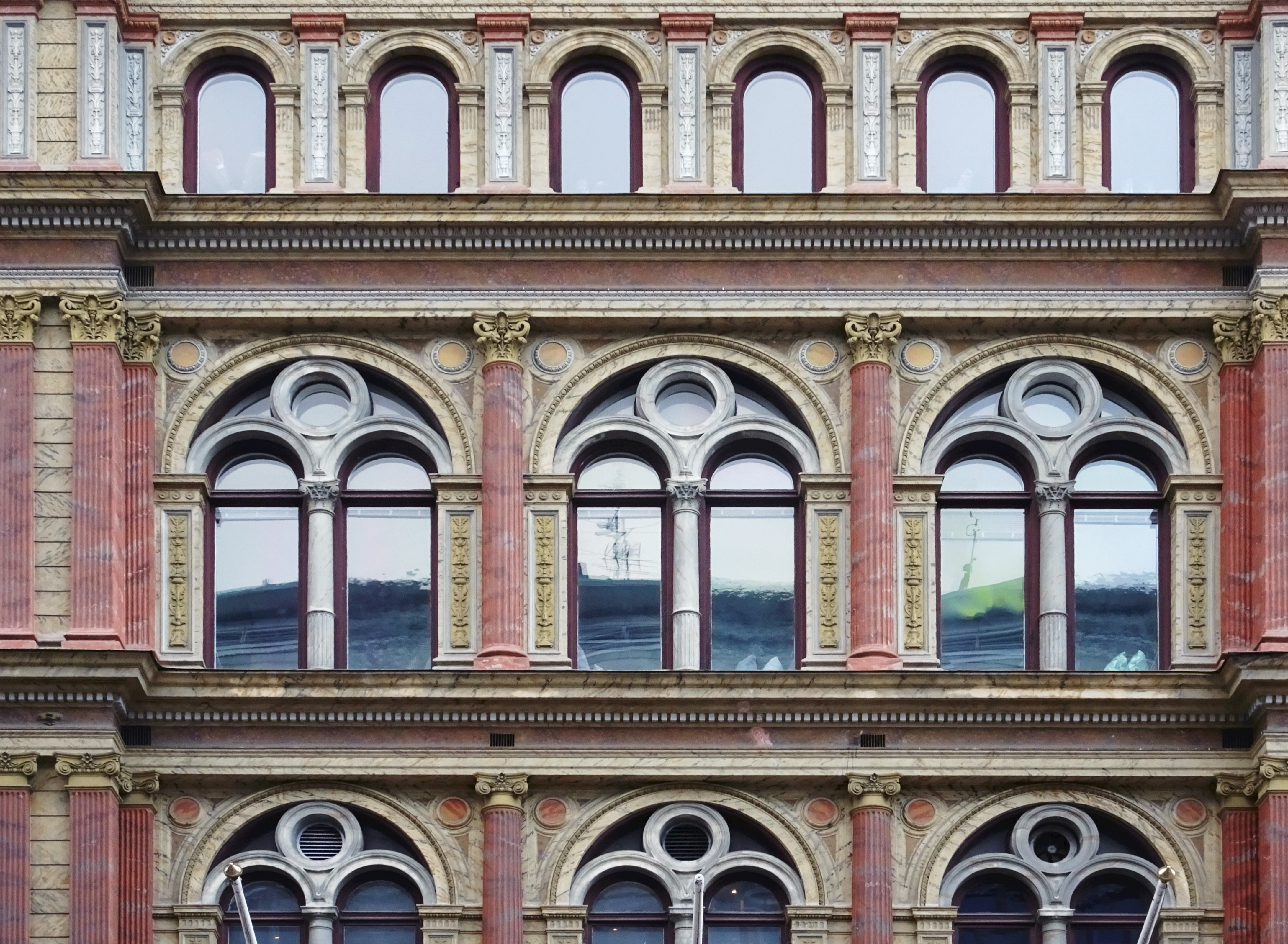
Fasaddetalj.

Curman hittade en lämplig tomt i kvarteret Sperlingens backe vid Sturegatan, ett stenkast från Stureplan. Sedan reste han till Venedig för att hämta inspiration till projektet. Den fann han i 1500-talspalatset Palazzo Vendramin-Calergi i Venedig. Tillbaka i Stockholm anlitade han det välrenommerade arkitektkontoret Isæus & Sandahl, där även en ung Gustaf Wickman medverkade. Kontoret ritade Sturebades fasad mot Sturegatan och den stora glastäckta atriumhallen innanför.
Palazzo Vendramin-Calergi har fasader i äkta, vit marmor medan Sturebadet har en målad marmorering i varmröda nyanser. Den smala, rikt artikulerade putsfasaden i fem våningar präglas av framspringande sidorisaliter, i vindsvåningen krönta av segmentfrontoner. Det skulle inte framgå av husets yttre att det var fråga om en badanstalt, utan byggnaden skulle på ett värdigt sätt smälta in i den nya stadsmiljön som började växa upp i kvarteret på 1800-talets slut. 
Atriumhallen var ett sorts väntrum och det viktigaste rummet i den ursprungliga anläggningen. Här skulle badgästerna kunna sitta och vänta innan man gick till något av alla de bad som fanns för damer och herrar. Atriet gestaltades efter antika förebilder. I de fönster som vetter mot atriet var exempelvis de nio muserna inetsade. Väggpartierna mellan fönstren pilasterindlades och golvets ytskikt utfördes i mönsterlagd cementmosaik med infällda glasblock som gav underliggande lokal en intressant takbelysning. Golvet är fortfarande bevarat.
Planer och övriga inredningar utfördes av arkitekt Petter Georg Sundius efter Curman skisser. Invigningen skedde i maj 1885. Det nyuppförda badet blev ett modernt varmluftsbad med de antika romerska baden som förebild. Badhuset innehöll ursprungligen ett dambad och ett herrbad, båda indelade i tre klasser. Där fanns omklädningsrum, varmrum, karbad och kallbassäng samt ett 100-tal hytter. Baden nåddes genom det höga glastäckta atriet i byggnadens mitt (idag nattklubben Sturecompagniet).  
Två trappor upp låg det Medico-mekaniska institutet, stadens första gym, i folkmun kallat gubbkvarnen. Där hade läkaren och ortopeden Gustaf Zander sina träningsmaskiner. Utåt marterade sig anläggningen genom en hög fabriksskorsten i tegel.
Vid öppnandet av badet 1885 beskrevs huset i Ny Illustrerad Tidning: "Det nya badhuset gör sig ypperligt gällande bredvid det dominerande Bångska palatset och förefaller alls ej nedtryckt af det samma. För dess fasad har med stor fördel användts en rik venetiansk byggnadsstil. Till föredöme har tjenat palatset Vendramin-Calergi, en af den venetianska förrenässansens allra bästa skatter. I smak, elegans och äkta konstnärlig anordning öfverträffar denna
fasad med sina fint afvägda färger det mesta vi i den vägen ega har i Stockholm." 

Ursprungsritningar
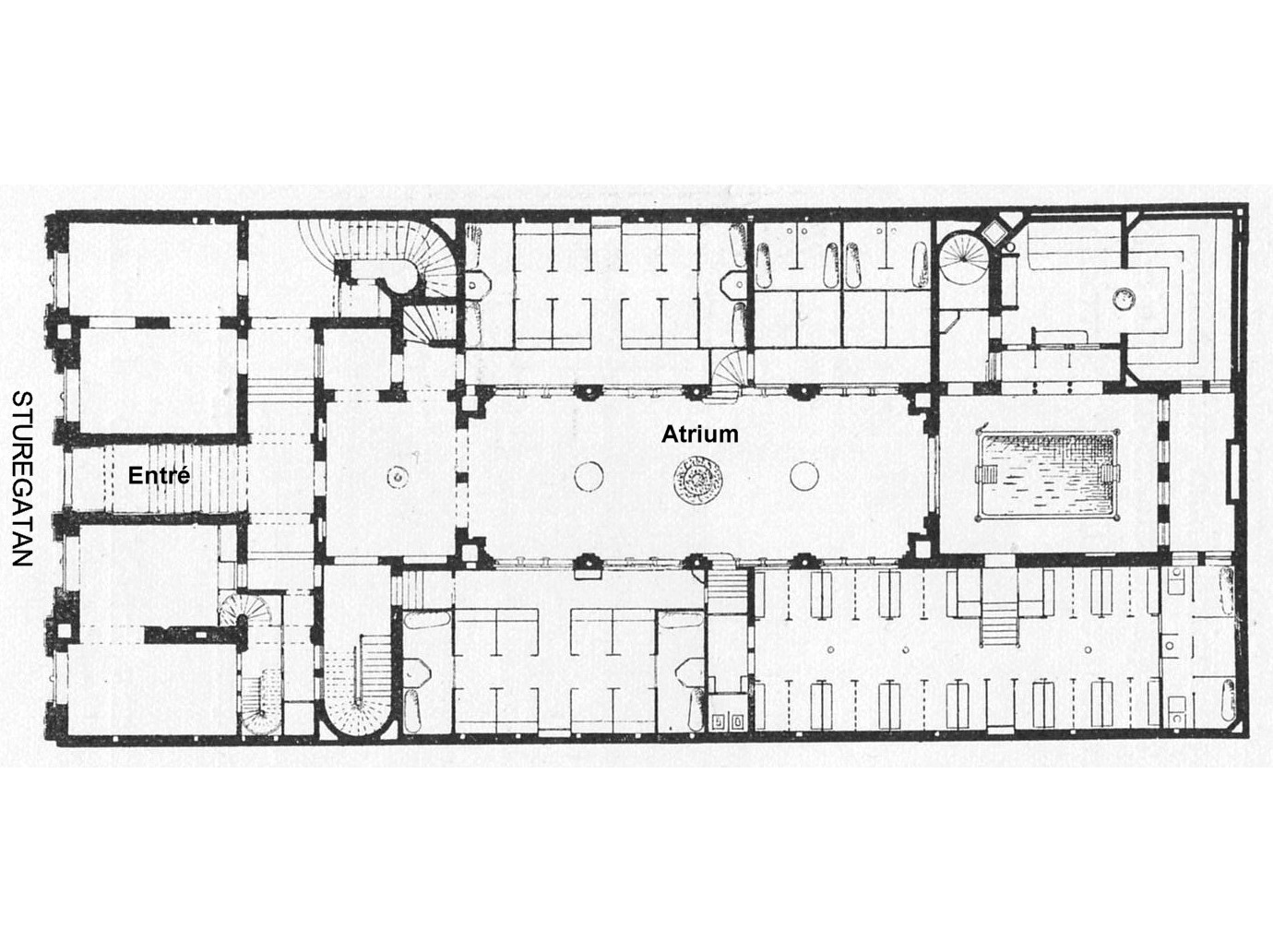
Entrébyggnaden med atriumhallen.
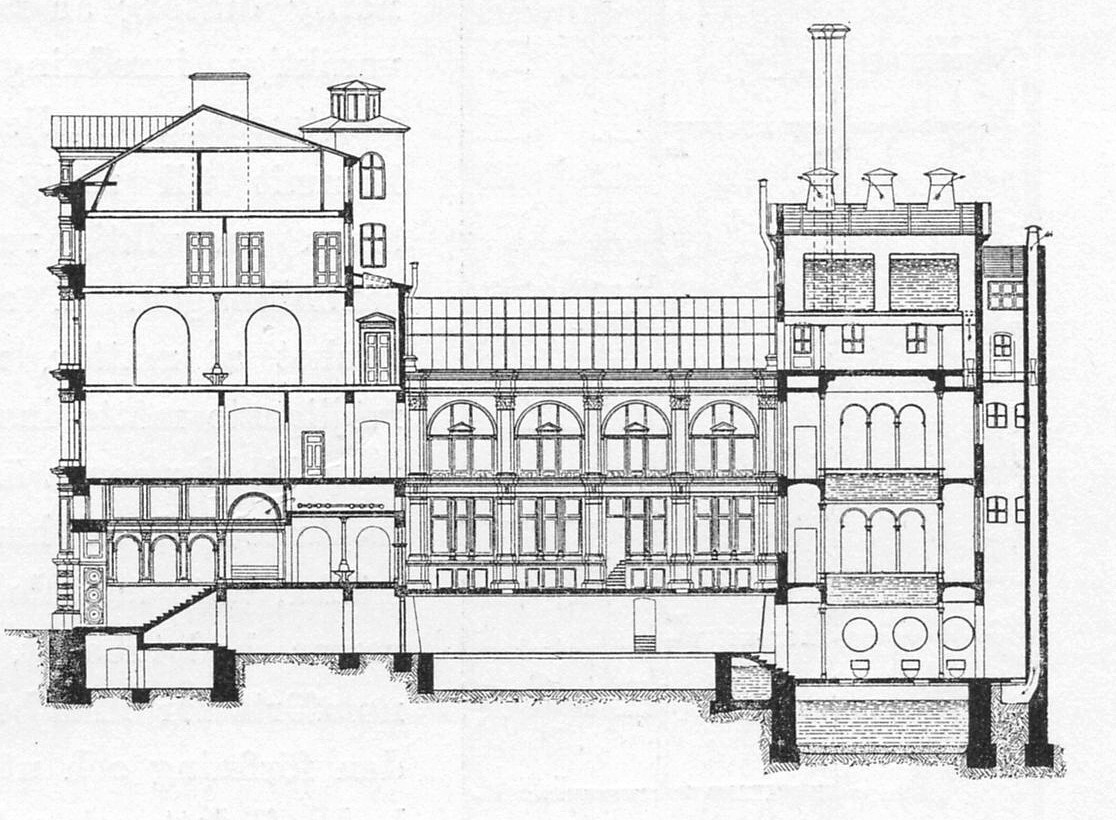
Entrébyggnaden, längssektion.
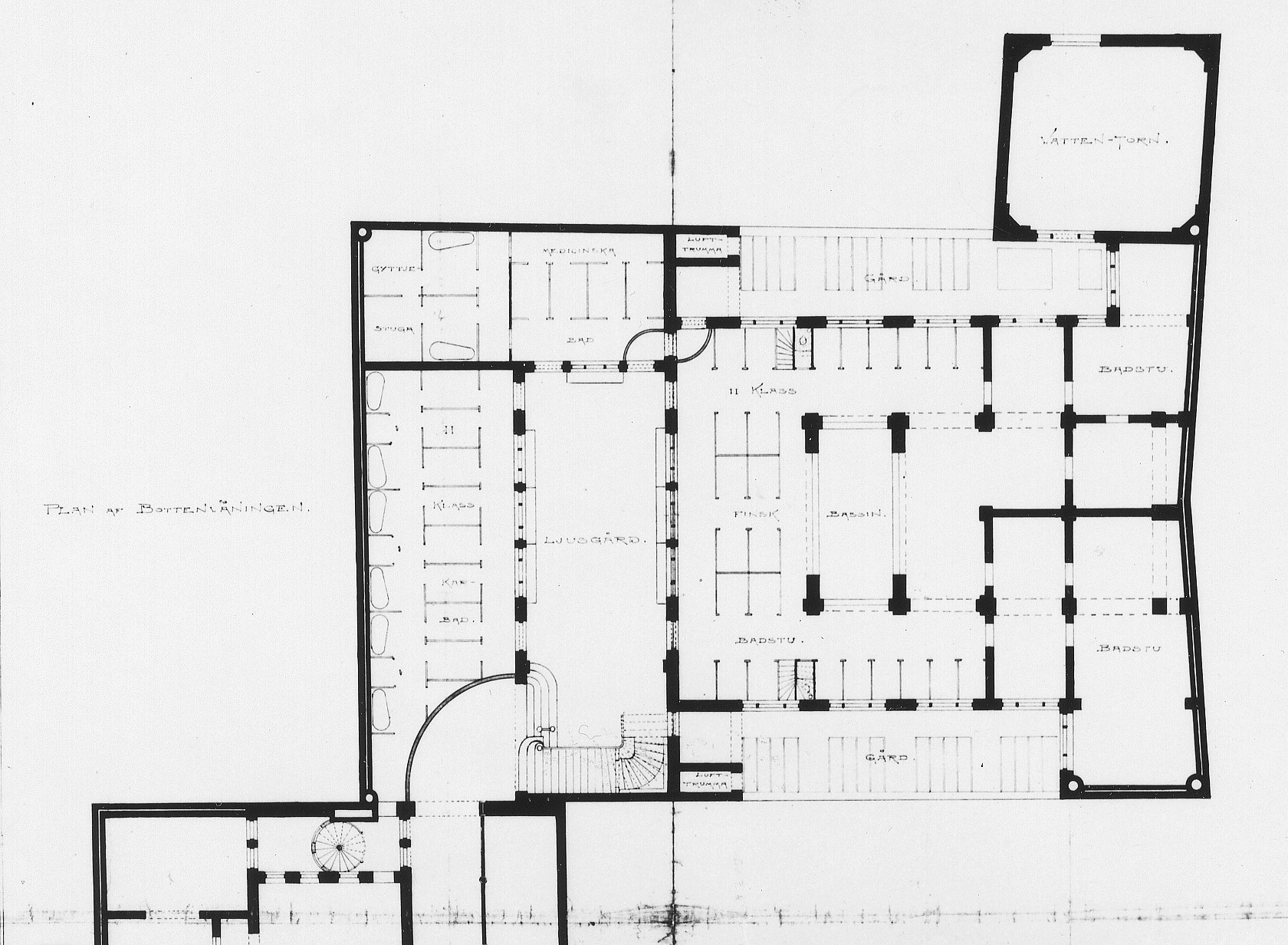
Simhallsbyggnaden, bottenvåning.
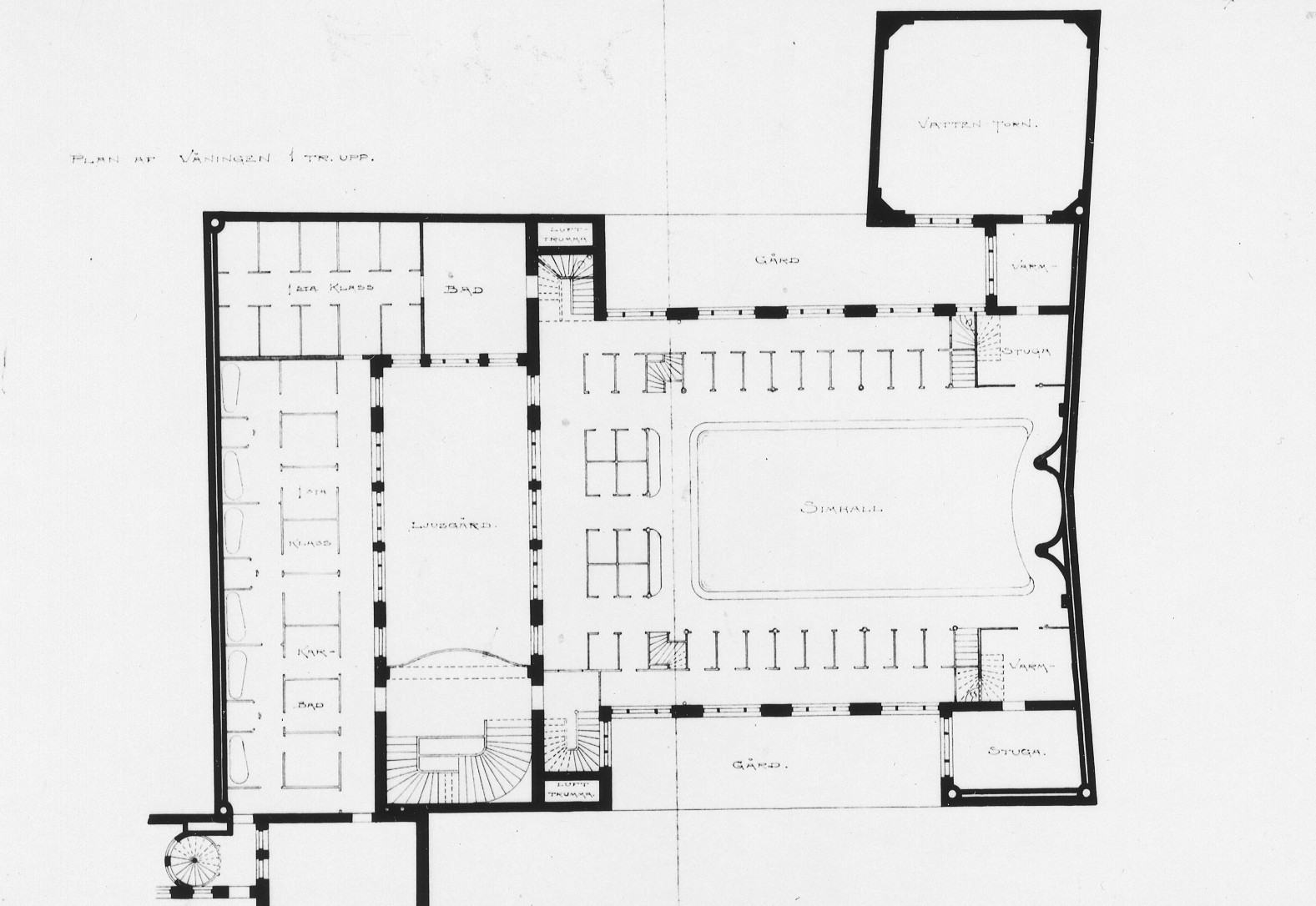
Simhallsbyggnaden, bassängplan.

### Simhallen
Genom en tillbyggnad 1902 på Sturebadets bakgård i tomtens inre del kompletterades badet med den kända simhallen ritad av Sigge Cronstedt. Inredningen gestaltades i jugendstil med fornnordiska och moriska drag vilka utformades av arkitekt Hjalmar Molin. För vattenförsörjningen sörjde ett vattentorn intill simhallsbyggnaden. Sturebadets bassäng mäter 14×7 meter, det vill säga 98 m². Badet rymmer cirka 20 badande gäster samtidigt. Ett flertal ombyggnader av badanläggningens interiörer har genomförts under årens lopp, bland annat inredning av vindar, gårdsöverbyggnad, ändringar för restaurang och tvättinrättning samt fasadförändringar i bottenvåningen.

Historiska bilder
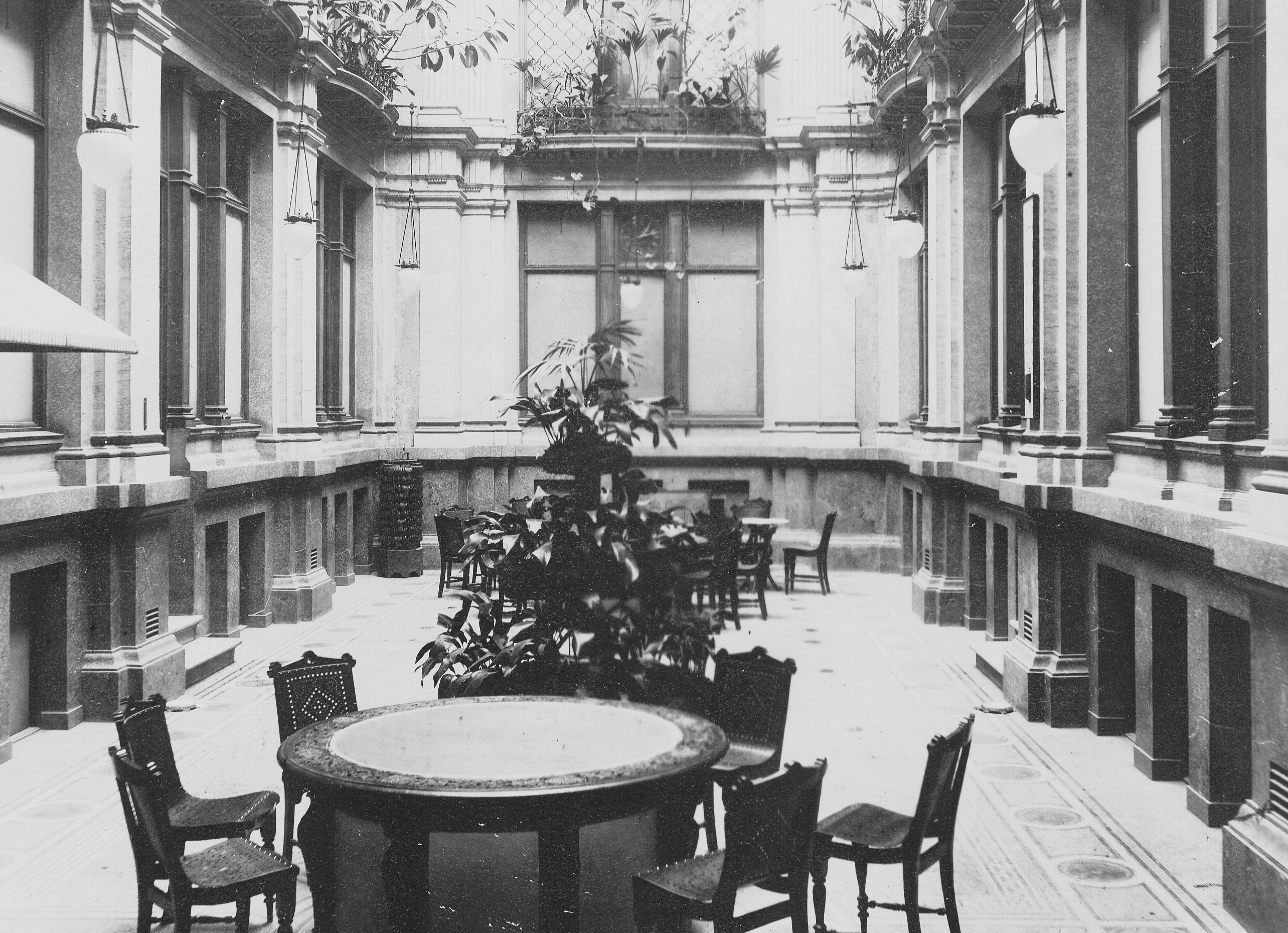
Atriumhallen, 1896.
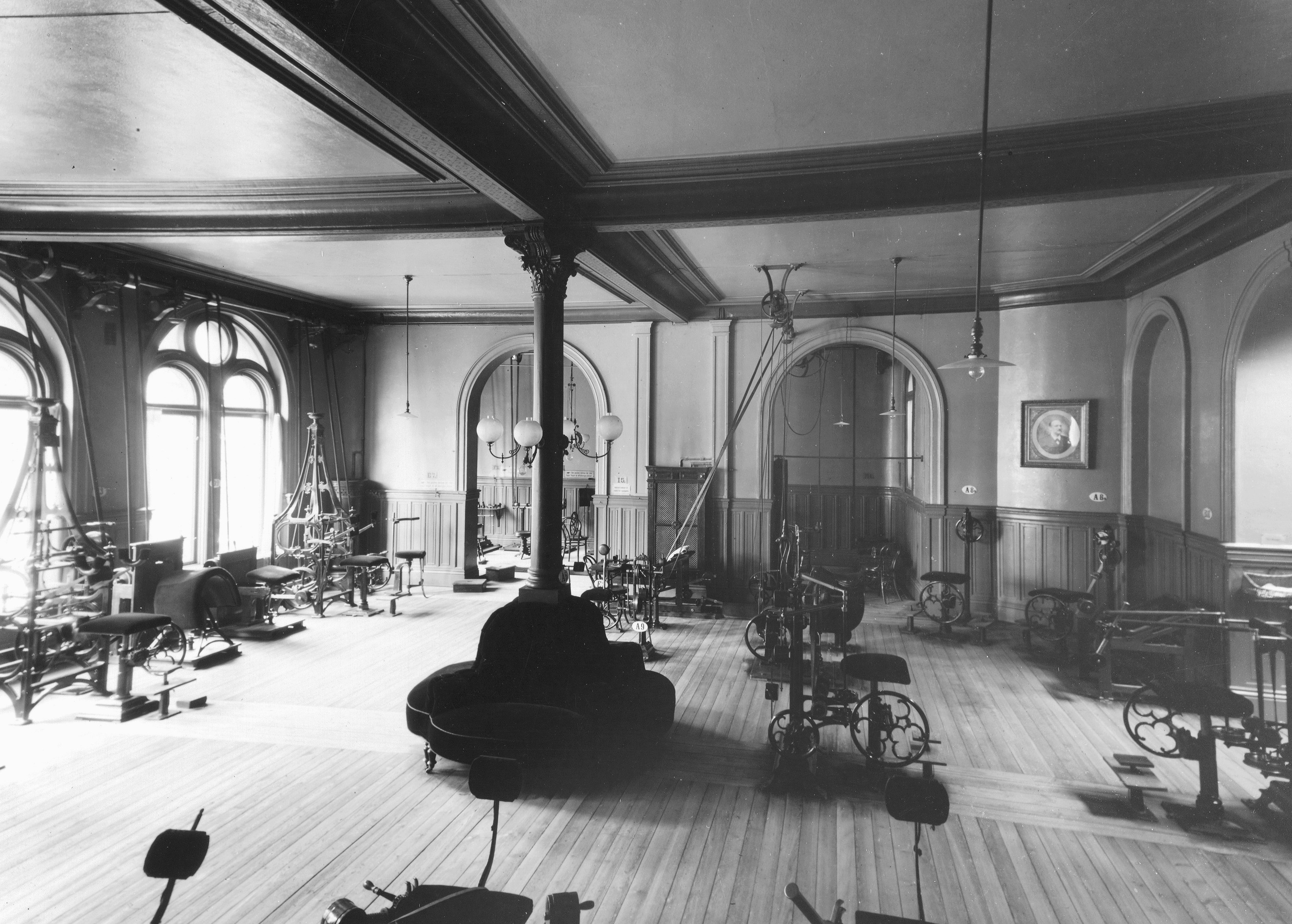
Träningsmaskiner i Medico-mekaniska institutet.
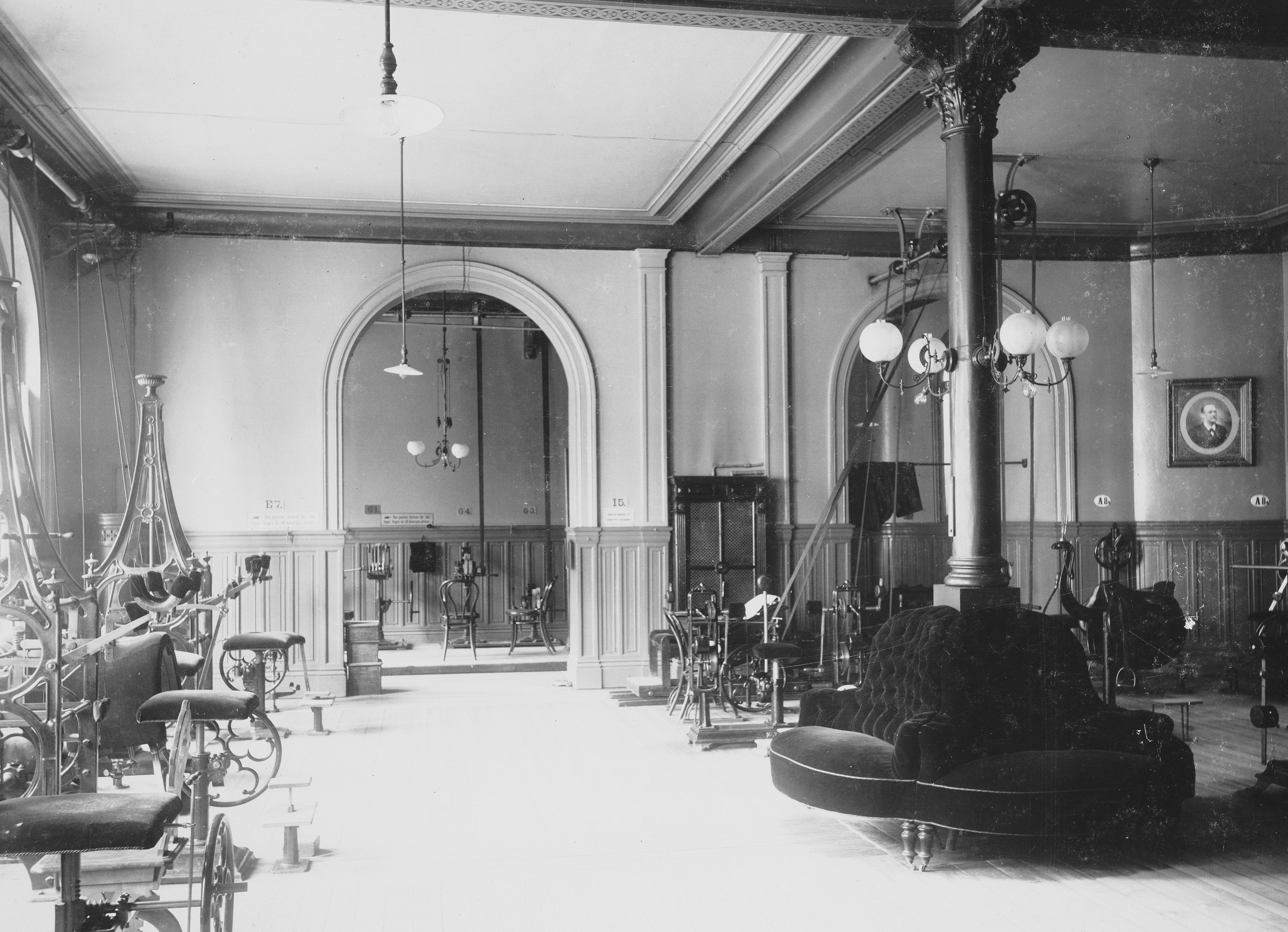
Träningsmaskiner i Medico-mekaniska institutet.
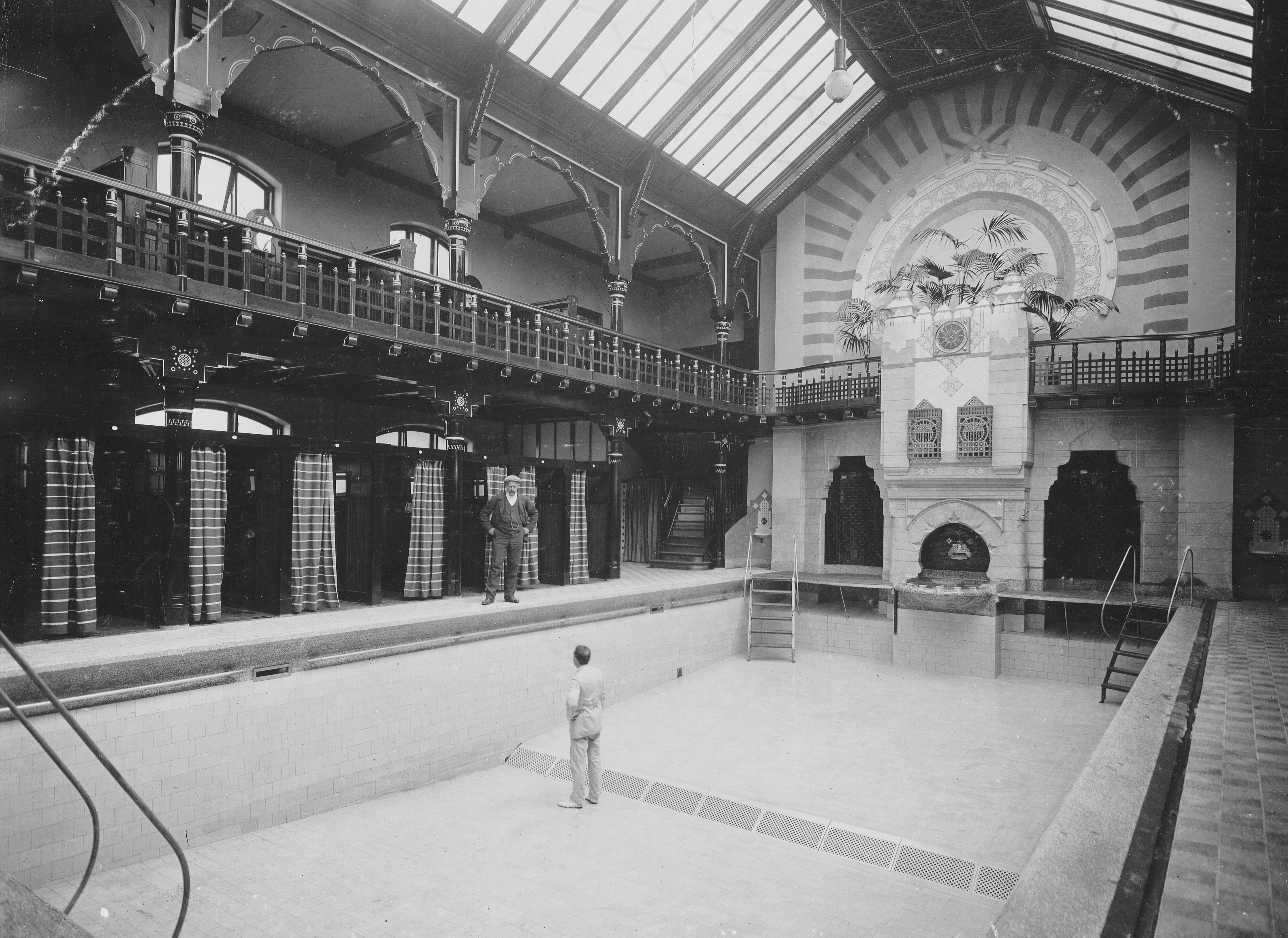
Simhallen, 1903.

### Rivningsplaner
I slutet av 1970-talet fann ägaren, Stockholm Badhus, att Sturebadet krävde allt dyrare underhåll och 1982 lämnade man in en rivningsansökan för simhallsbyggnaden. Tanken var att bygga ett kontorshus i kvarterets inre delar och på det viset få bättre ekonomi i anläggningen. 1984 stängdes badet inför en planerad rivning. Rivningsplanerna gav sedan upphov till diskussioner mellan ägaren och stadens kulturminnesvårdande myndigheter om bevarande av simhallen eller atriet eller båda. I media publicerades de olika ståndpunkterna. 
Sturebadets räddning blev en byggnadsminnesförklaring som omfattade bland annat gathuset med entré, atrium, herrturk, bassäng och varmrum, själva simhallen samt husets fasad mot Sturegatan. Till överenskommelsen att bevara badet hörde även att, utöver nya affärs- och kontorslokaler, även anlägga en inköpsgalleria, Sturegallerian, genom fastighetens bottenvåningar.

### Branden

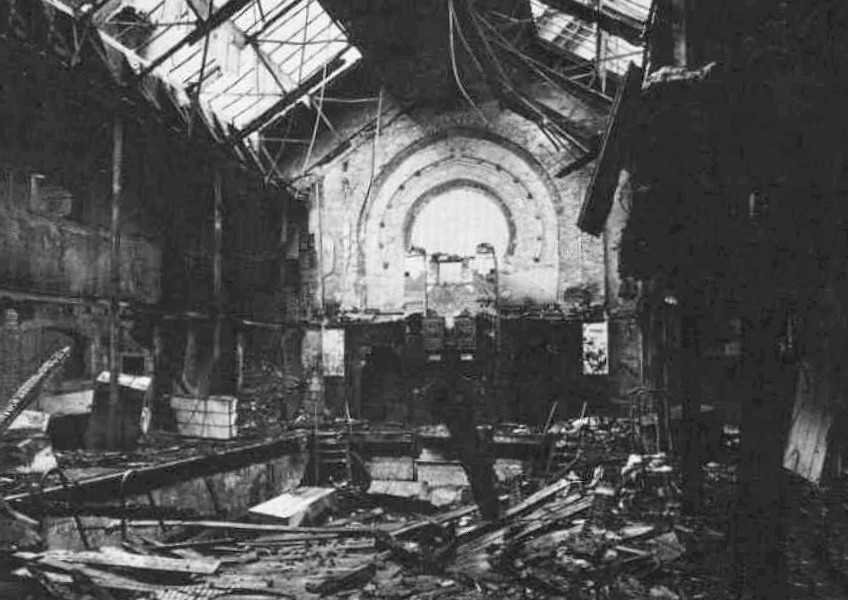
Simhallen efter branden 1985.

Mitt under en pågående ombyggnad till affärs- och kontorslokaler samt inomhusgallerian (Sturegallerian) eldhärjades byggnaden den 30 maj 1985. Sturebadets simhall förstördes till stora delar och en badepok riskerade att gå i graven. Dåvarande ägaren, Stockholms badhus, bestämde sig dock för att bygga upp badet igen. Några ritningar fanns inte att tillgå, men man hade fotografier från när badet var nytt och Stockholms Badhus hade gjort en fotodokumentation av badet bara några veckor före branden. 
Den stora simhallen rekonstrueras på sin ursprungliga plats. Även herrturkens simhall rekonstruerades till viss del men på annan plats. Det var första gången i Sverige som en så omfattande och noggrann rekonstruktion utfördes. För rekonstruktionen av simhallen svarade bland andra arkitektkontoret Malmquist & Skoogh.

### Återuppbyggnaden
På hösten 1986 igångsattes hela den stora om- och nybyggnaden i kvarteret Sperlingens Backe. Samma år byggnadsminnesförklarades Sturebadet. Projektet följdes av Stockholms stadsmuseum och delades upp i olika områden: fasadrenovering, renovering av entré och atrium samt nybyggnad / rekonstruktion av simhallen. Den ursprungliga direktkontakten mellan entrébyggnaden med atriet och simhallen bröts genom ombyggnaden. I entrébyggnaden och atriet huserar numera Sturecompagniet. Sturebadets simhall har egen entré och reception inne i Sturegallerian.
Försäkringsbolaget Skandia har varit ägare till Sturebadet sedan branden 1985, och har efter nystarten 1989 drivits som ett helägt dotterbolag till Skandia. År 2008 sålde Skandia badet till finansmannen Anders Wall, som tog över tillsammans med tre andra aktörer. Idag är det Sturebadet Holding AB som äger och driver badet.

Nutida bilder
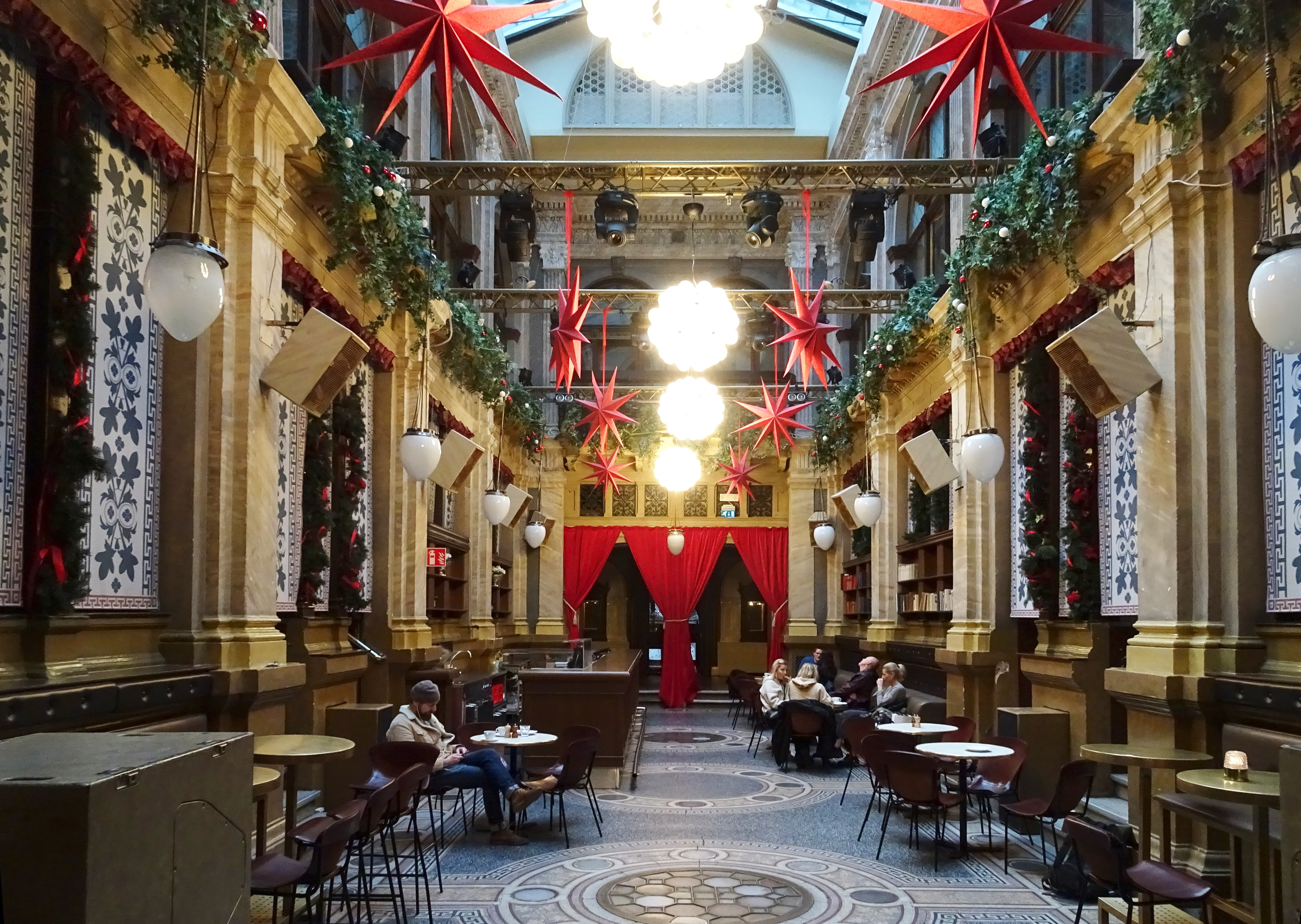
Atriumhallen (idag Sturecompagniet)
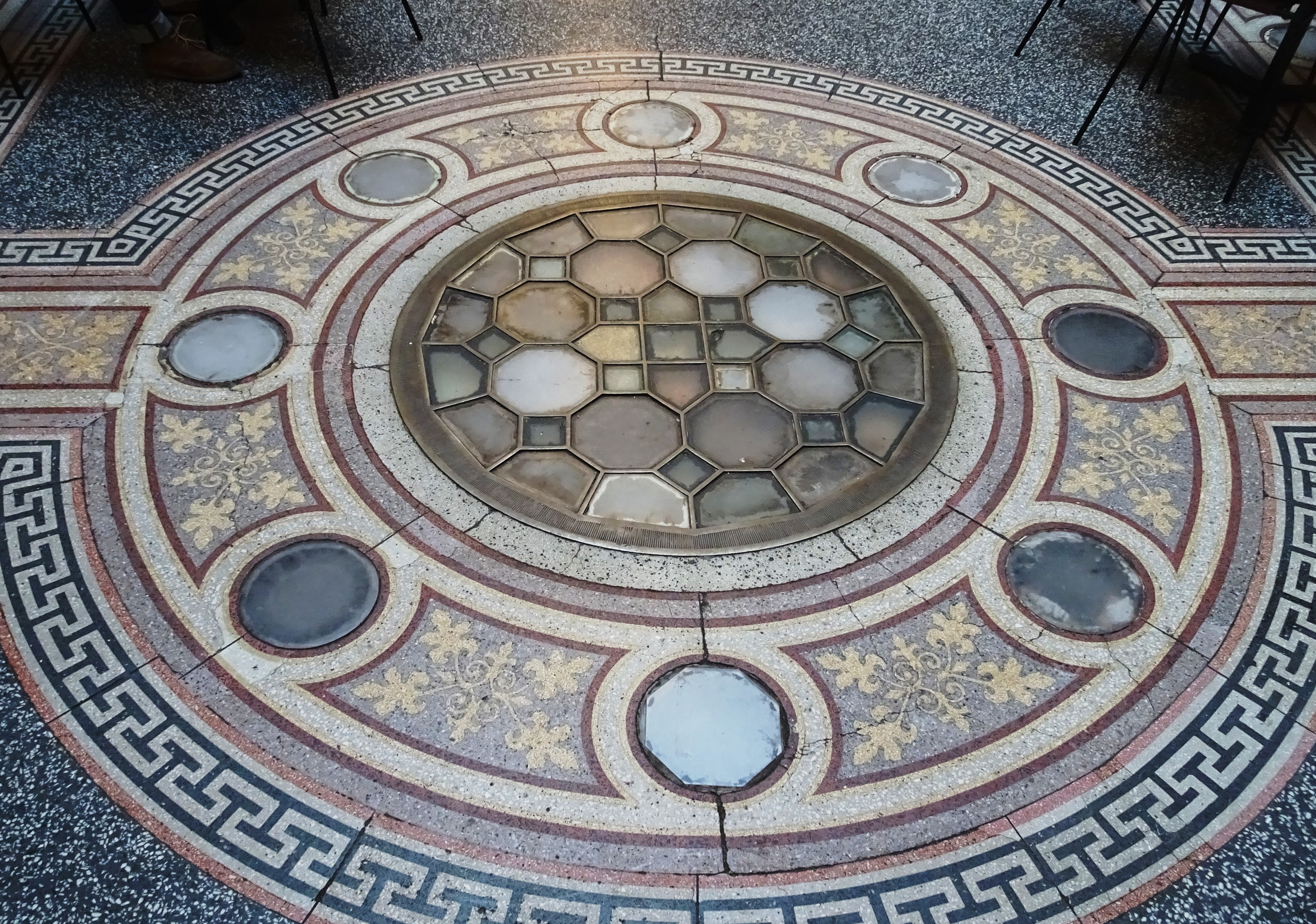
Golvet i atriet av mönstrat cementmosaik med infällda glasblock.
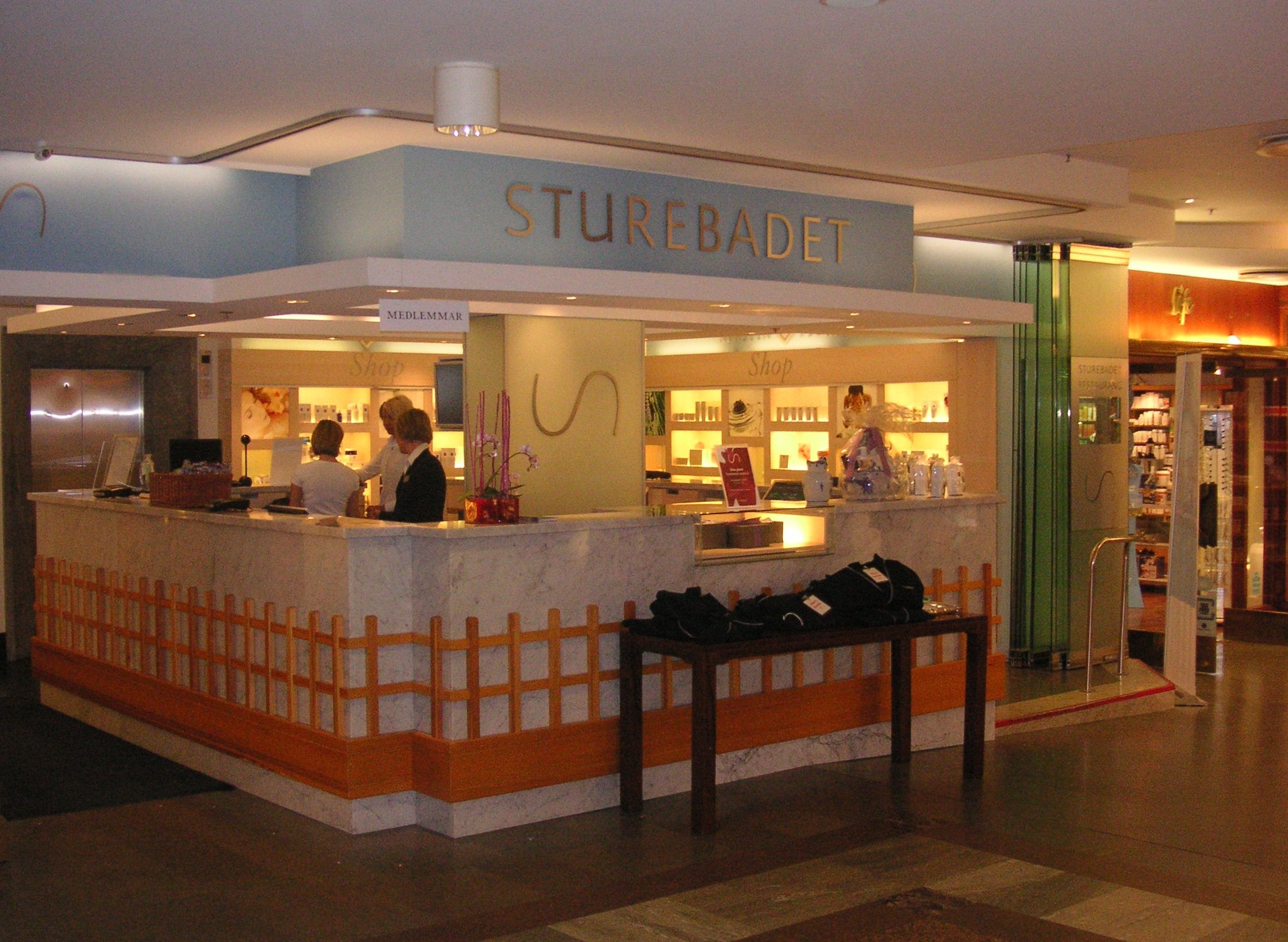
Sturebadets reception.
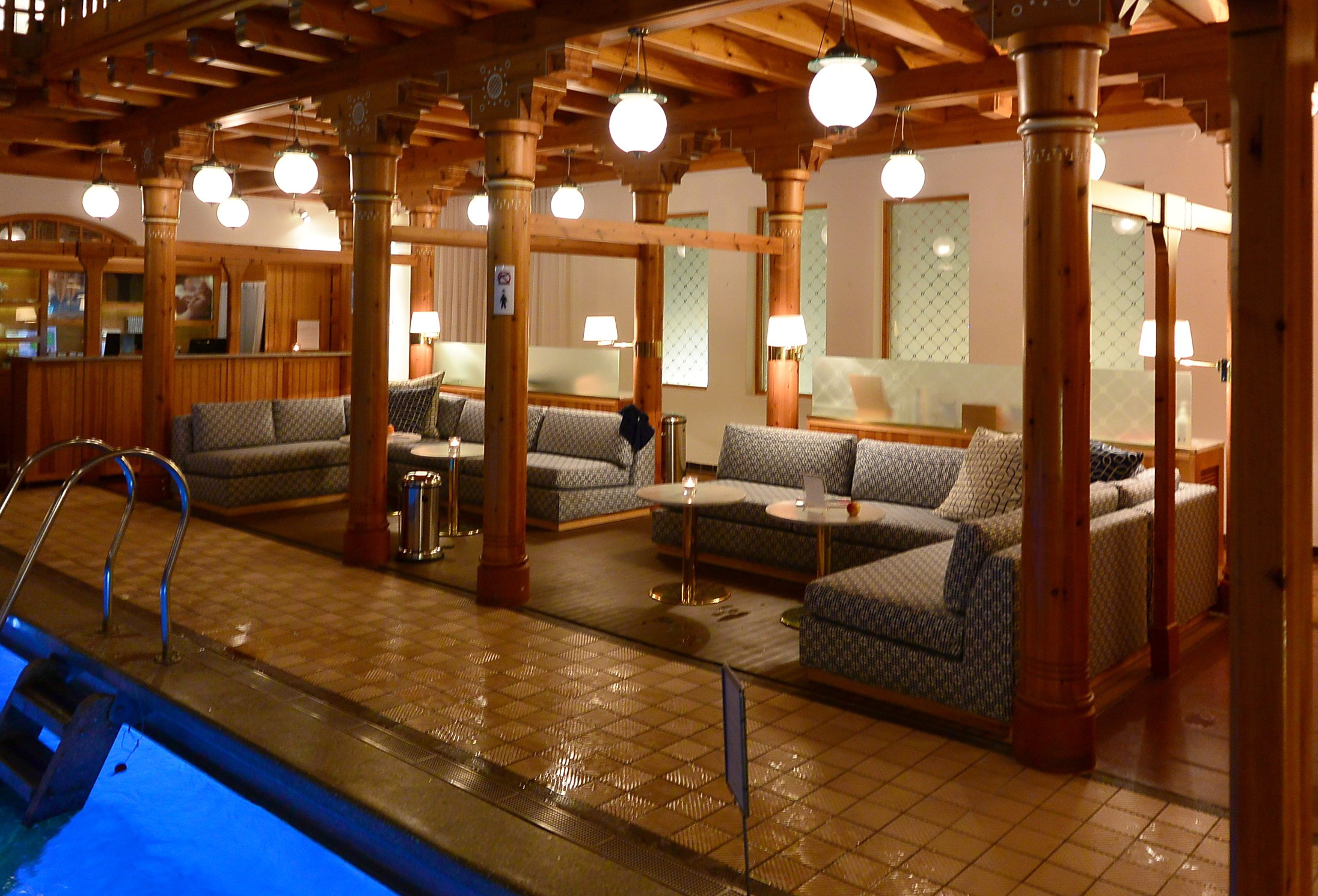
Relaxavdelning i simhallen.